# Беррокаль, Хуан
Хуан Беррокаль Гонсалес (исп. Juan Berrocal González; род. 5 февраля 1999, Херес-де-ла-Фронтера) — испанский футболист, защитник клуба «Хетафе», играющий на правах аренды в «Атланте Юнайтед».  

## Клубная карьера
Воспитанник клуба «Севилья». В начале карьеры Беррокаль играл во второй команде «Севильи», а именно в «Севилье Атлетико».  
9 августа 2018 года в матче третьего раунда квалификационного турнира Лиги Европы против «Жальгириса» (1:0) он дебютировал за основную команду «Севильи».  
20 августа 2020 года он отправился в аренду в клуб «Мирандес» на сезон.  
11 июля 2022 года перешёл в клуб «Эйбар». 
19 августа 2024 года перебрался в «Хетафе», подписав соглашение с клубом на три года. 